# Saison 2015 des Royals de Kansas City
La saison 2015 des Royals de Kansas City est la 47e saison en Ligue majeure de baseball pour cette franchise.
Les Royals remportent la Série mondiale 2015 et sont les champions de la saison 2015 de la Ligue majeure de baseball. Ils gagnent leur premier titre depuis 1985 et le deuxième de leur histoire.
Défendant leur titre de champions 2014 de la Ligue américaine, les Royals naviguent sans trop de problème en 2015 vers leur premier titre de division en 30 ans. Avec 6 succès de plus que l'année précédente, leur fiche de 95 victoires et 67 défaites est la meilleure de la Ligue américaine et leur meilleure depuis 1980. Ils occupent pendant 164 jours le premier rang de la division Centrale de la Ligue américaine, qu'ils ne quittent plus après le 9 juin. Le 18 juin, Ned Yost devient le gérant comptant le plus de victoires dans l'histoire des Royals.

## Contexte
Gagnants de 89 matchs contre 73 défaites en saison régulière 2014, les Royals améliorent leur fiche par 3 victoires et, avec leur meilleure performance depuis 1989, décrochent leur première place en séries éliminatoires depuis 1985 pour mettre fin à la plus longue séquence malheureuse alors en cours dans le baseball majeur. Qualifiés comme meilleurs deuxièmes de la Ligue américaine grâce à leur second rang dans la division Centrale, à seulement un match des meneurs, les Royals connaissent ensuite un mois d'octobre rêvé qui se termine à une seule victoire d'un premier titre en 29 saisons. Ils baissent pavillon après 7 matchs devant les Giants de San Francisco en Série mondiale 2014 mais sont pour la première fois depuis 1985 champions de la Ligue américaine.

## Intersaison

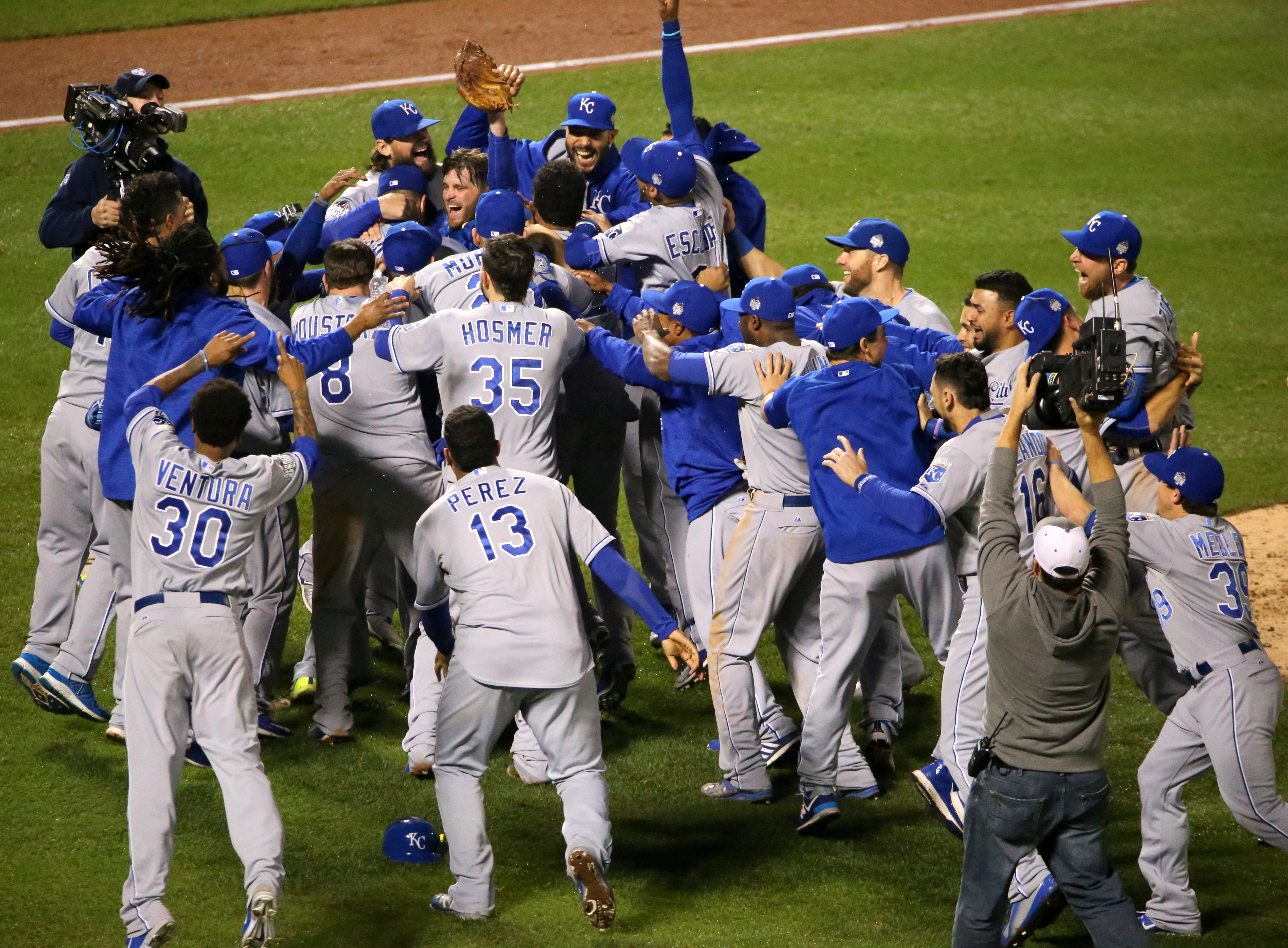
Les Royals célèbrent leur victoire aux #WorldSeries de 2015

Le lanceur partant droitier James Shields et le voltigeur Nori Aoki sont des agents libres notables des Royals après la saison 2014, tout comme le frappeur désigné des dernières saisons, Billy Butler, qui rejoint les A's d'Oakland. Pour remplacer ce dernier, les Royals mettent sous contrat pour deux ans Kendrys Morales, qui vient pourtant de connaître une saison 2014 difficile partagée entre Minnesota et Seattle. Le vétéran voltigeur Alex Ríos quitte les Rangers du Texas et rejoint Kansas City pour un an.
Les Royals tentent leur chance avec le lanceur droitier Kris Medlen, à qui ils offrent un contrat de deux ans même s'il a raté une saison entière des Braves d'Atlanta après sa seconde opération au bras. Le lanceur partant droitier Edinson Volquez, excellent en 2014 à Pittsburgh, rejoint Kansas City sur un contrat de 20 millions de dollars pour deux ans. Les Royals remettent sous contrat le releveur droitier Jason Frasor et échangent le deuxième but occasionnel Johnny Giavotella aux Angels de Los Angeles pour le releveur droitier Brian Broderick.
Le 7 mars 2015, le lanceur gaucher Chris Young, sans contrat malgré une bonne saison avec Seattle en 2014, signe une entente d'un an avec les Royals.
Le 4 avril 2015, le jeune Yordano Ventura, qui est devenu le nouveau lanceur partant numéro un des Royals, signe une prolongation de contrat de 23 millions de dollars pour 5 ans, ce qui le lie au club jusqu'à la fin de la saison 2019.

## Calendrier pré-saison
L'entraînement de printemps 2015 des Royals se déroule du 4 mars au 4 avril.

## Saison régulière
La saison régulière de 162 matchs des Royals débute le 6 avril à Kansas City par la visite des White Sox de Chicago et se termine le 4 octobre suivant.

### Classement
| Ligue américaine division Centrale | V  | D  | %    | Diff. | Diff. (séries) |
| ---------------------------------- | -- | -- | ---- | ----- | -------------- |
| Royals de Kansas City              | 95 | 67 | ,586 | -     | -              |
| Twins du Minnesota                 | 83 | 79 | ,512 | 12    | 3              |
| Indians de Cleveland               | 81 | 80 | ,503 | 13½   | 4½             |
| White Sox de Chicago               | 76 | 86 | ,469 | 19    | 10             |
| Tigers de Détroit                  | 74 | 87 | ,460 | 20½   | 11½            |

### Avril
- 9 au 20 avril : La recrue des Royals Paulo Orlando réussit 5 triples à ses 7 premiers matchs en carrière, un fait inédit dans l'histoire des majeures[20].
- 21 avril : La Ligue majeure met à l'amende Yordano Ventura et Kelvin Herrera des Royals à la suite d'un week-end mouvementé face aux Athletics d'Oakland. Ventura est puni pour avoir atteint d'un tir Brett Lawrie le 18 avril, alors que Herrera est réprimandé pour avoir le lendemain dangereusement visé le même adversaire d'une balle rapide lancée à 160 km/h[21].
- 25 avril : À la suite d'une bagarre générale survenue le 23 avril lors d'une visite aux White Sox de Chicago, la MLB suspend 4 joueurs des Royals : Yordano Ventura (7 matchs), Edinson Volquez (5), Kelvin Herrera (2) et Lorenzo Cain (2), en plus des 5 matchs chacun imposés à leurs adversaires Chris Sale et Jeff Samardzija[22].

### Juin
- 18 juin : Kansas City bat Milwaukee et offre à Ned Yost sa 411e victoire avec les Royals, plus que Whitey Herzog et tout autre gérant dans l'histoire du club[3].

### Juillet
- 26 juillet : Les Royals obtiennent le lanceur partant étoile Johnny Cueto, un droitier, des Reds de Cincinnati en échange des lanceurs gauchers Brandon Finnegan, John Lamb et Cody Reed[23].
- 28 juillet : Les Royals acquièrent des Athletics d'Oakland le joueur d'utilité Ben Zobrist aux Royals de Kansas City, en retour de deux lanceurs des ligues mineures, le droitier Aaron Brooks et le gaucher Sean Manaea[24].

### Septembre
- 12 septembre : Avec notamment deux circuits, dont un grand chelem, contre les Orioles de Baltimore, Mike Moustakas bat le record d'équipe des Royals avec 9 points produits[25], éclipsant la marque précédente de 7, réussie à 12 reprises par 11 joueurs différents[26].
- 20 septembre : Face aux Tigers de Détroit, Kendrys Morales bat le record d'équipe des Royals avec un total de buts de 15, un de plus que l'ancien record de 14 par George Brett en 1979, et est le premier Royal à frapper 3 circuits en un match depuis Danny Tartabull en 1991[27].
- 24 septembre : Victorieux à Kansas City sur les Mariners de Seattle, les Royals se qualifient une deuxième année de suite pour les séries éliminatoires en remportant leur premier titre de division depuis 1985 et leur premier depuis leur arrivée en 1994 dans la division Centrale de la Ligue américaine[28].

## Affiliations en ligues mineures
| Niveau            | Équipe                      | Ligue                         |
| ----------------- | --------------------------- | ----------------------------- |
| AAA               | Storm Chasers d'Omaha       | Ligue de la côte du Pacifique |
| AA                | Northwest Arkansas Naturals | Texas League                  |
| A-Advanced        | Blue Rocks de Wilmington    | Carolina League               |
| A                 | Legends de Lexington        | South Atlantic League         |
| Ligue des recrues | Royals de Burlington        | Appalachian League            |
| Ligue des recrues | Chukars d'Idaho Falls       | Pioneer League                |
| Ligue des recrues | Arizona League Royals       | Arizona League                |
| Ligue des recrues | DSL Royals                  | Dominican Summer League       |